# Liste der Biografien/Pag
Liste der Biografien |
Portal Biografien |
Personensuche
# |
A |
B |
C |
D |
E |
F |
G |
H |
I |
J |
K |
L |
M |
N |
O |
P |
Q |
R |
S |
T |
U |
V |
W |
X |
Y |
Z |
?
 
Pa |
Pc |
Pe |
Pf |
Ph |
Pi |
Pj |
Pk |
Pl |
Pm |
Pn |
Po |
Pr |
Ps |
Pt |
Pu |
Pv |
Pw |
Py
 
Paa |
Pab |
Pac |
Pad |
Pae |
Paf |
Pag |
Pah |
Pai |
Paj |
Pak |
Pal |
Pam |
Pan |
Pao |
Pap |
Paq |
Par |
Pas |
Pat |
Pau |
Pav |
Paw |
Pax |
Pay |
Paz
Die Liste der Biografien führt alle Personen auf, die in der deutschsprachigen Wikipedia einen Artikel haben. Dieses ist eine Teilliste mit 382 Einträgen von Personen, deren Namen mit den Buchstaben „Pag“ beginnt.

## Pag

### Paga
- Pagador, Sebastián († 1781), Freiheitskämpfer im indigenen Aufstand (1781) in Oberperu
- Pagalies, Günther (1940–2004), Karnevalist in Düsseldorf
- Pagan († 768), Herrscher über Bulgarien (767–768)
- Pagan der Mundschenk, Herr von Oultrejordain
- Pagan I., Herr von Haifa
- Pagan II., Herr von Haifa
- Pagan, Blaise François (1603–1665), französischer Soldat und Militäringenieur
- Pagán, Bolívar (1897–1961), puerto-ricanischer Politiker
- Pagan, Grete (* 1983), deutsche Theaterregisseurin und Intendantin
- Pagán, Héctor (* 2001), puerto-ricanischer Leichtathlet
- Pagan, Maria, US-amerikanische Juristin
- Pagan, Peter (1921–1999), australischer Theater- und Filmschauspieler
- Paganelli, Carl (* 1960), US-amerikanischer Schiedsrichter im American Football
- Paganelli, Domenico (1545–1624), italienischer Ordensgeistlicher und Architekt
- Paganelli, Giuseppe Antonio (* 1710), italienischer Komponist
- Paganelli, Laurent (* 1962), französischer Fußballspieler und Sportjournalist
- Paganelli, Natale (* 1956), italienischer Ordensgeistlicher, römisch-katholischer Bischof, ehemaliger Apostolischer Administrator von Makeni
- Paganessi, Alessandro (* 1959), italienischer Radrennfahrer
- Paganetti, Vittoria (* 2006), italienische Tennisspielerin
- Pagani, Alberto (1938–2017), italienischer Motorradrennfahrer
- Pagani, Alessandro (* 1937), italienischer Priester und Bischof von Mangochi
- Pagani, Alice (* 1998), italienische Schauspielerin und Model
- Pagani, Álvaro Moerzinger (* 1949), uruguayischer Diplomat
- Pagani, Andrea Matthias (* 1966), deutscher Schauspieler, Sänger, Musicaldarsteller
- Pagani, Angelo (* 1988), italienischer Straßenradrennfahrer
- Pagani, Federico (* 1985), argentinischer Straßenradrennfahrer
- Pagani, Gianfranco (* 1930), italienischer Filmregisseur und Drehbuchautor
- Pagani, Horacio (* 1955), argentinischer Gründer des italienischen Supersportwagenherstellers Pagani AutomobiliHoracio Pagani (* 1955)

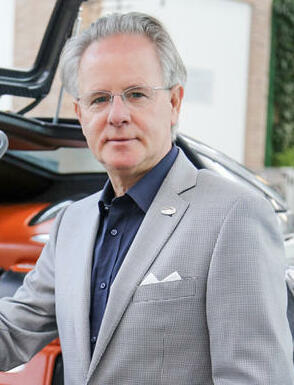
Horacio Pagani (* 1955)

- Pagani, Marcelo (* 1941), argentinischer Fußballspieler
- Pagani, Mauro (* 1946), italienischer Cantautore, Multiinstrumentalist und Komponist
- Pagani, Nello (1911–2003), italienischer Motorradrennfahrer
- Pagani, Paolo (1655–1716), italienischer Maler
- Pagani, Pierre (* 1944), französischer Autorennfahrer
- Pagani, Rémy (* 1954), Schweizer Politiker (Linke Alternative) und Stadtpräsident von Genf 2012–2013
- Paganin, Giorgio (* 1962), italienischer Eisschnellläufer
- Paganin, Giovanni (1955–1990), italienischer Eisschnellläufer
- Paganini, Alexia (* 2001), Schweizer Eiskunstläuferin
- Paganini, Claudia (* 1978), österreichische Philosophin und Schriftstellerin
- Paganini, Luca (* 1993), italienischer Fußballspieler
- Paganini, Niccolò (1782–1840), italienischer Geiger, Gitarrist und KomponistNiccolò Paganini (1782–1840)

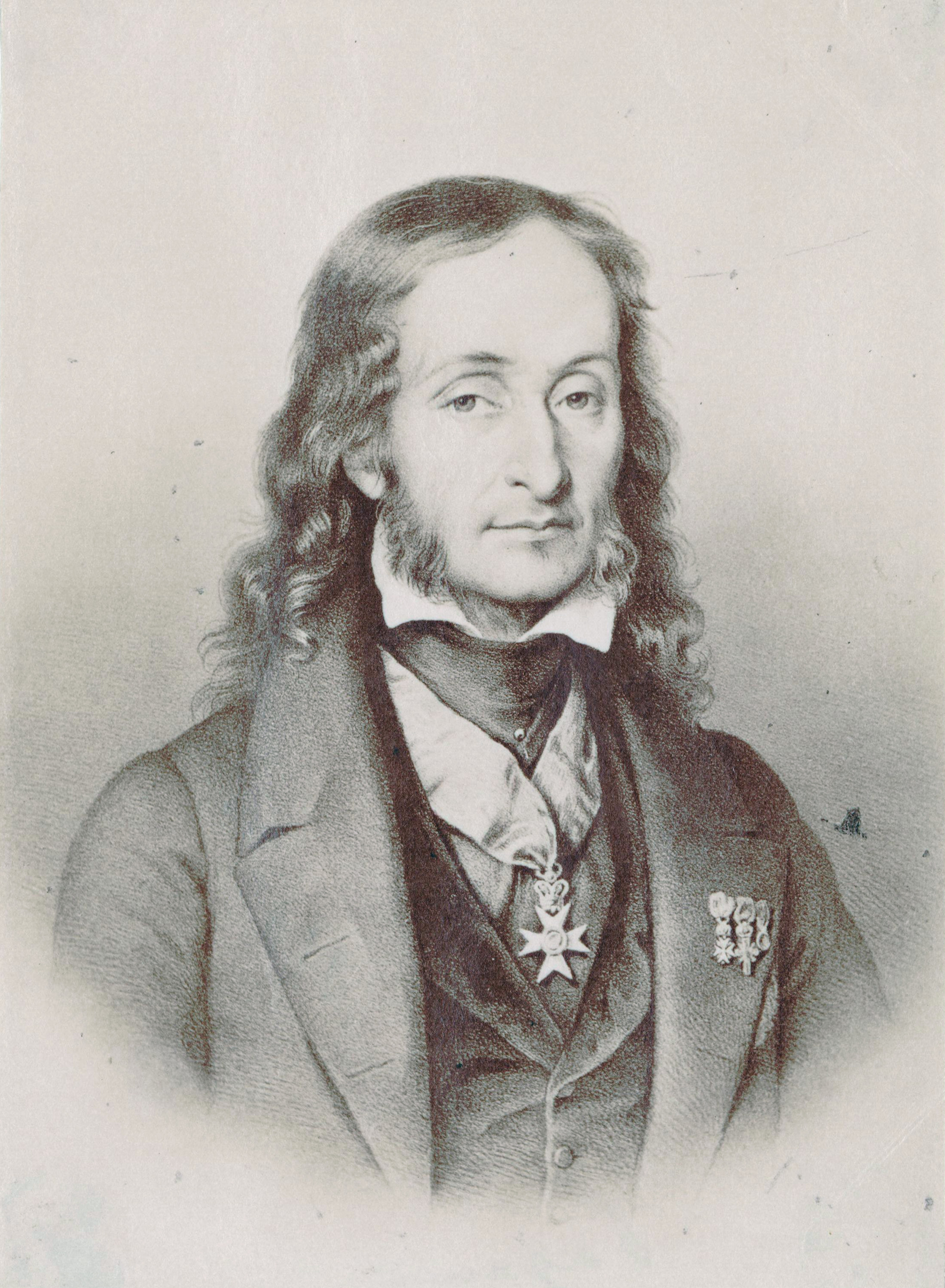
Niccolò Paganini (1782–1840)

- Paganini, Nicolò (* 1966), Schweizer Politiker (CVP)
- Paganini, Sam, italienischer DJ und Techno-Produzent
- Paganini, Simone (* 1972), italienischer römisch-katholischer Theologe und Alttestamentler
- Pagano, Angelo (* 1954), italienisch-eritreischer römisch-katholischer Ordensgeistlicher, Apostolischer Vikar von Harar
- Pagano, Bartolomeo (1878–1947), italienischer Schauspieler
- Pagano, Emmanuelle (* 1969), französische Schriftstellerin und Drehbuchautorin
- Pagano, Francesco Mario (1748–1799), italienischer Jurist und Autor
- Pagano, Gastón (* 1988), uruguayischer Fußballspieler
- Pagano, Giuseppe (1896–1945), italienisch-kroatischer Architekt
- Pagano, Sergio (* 1948), italienischer Geistlicher, römisch-katholischer Bischof, Präfekt des Vatikanischen Geheimarchivs
- Pagano, Silvio (* 1985), italienischer Fußballspieler
- Paganon, Émile (1916–2012), französischer Offizier und Skisportler
- Paganotti, Himiko (* 1974), französische Elektro-Pop- und Fusionmusikerin (Gesang)
- Paganotto, Indira (* 1992), spanisch-kanarische Techno-DJ und Musikproduzentin
- Pagans, Lorenzo (1833–1883), spanischer (katalanischer) Tenor, Musiker und Komponist
- Paganus, Petrus (1532–1576), neulateinischer Dichter, Humanist und Weintrinker
- Pagarusha, Nexhmije (1933–2020), jugoslawische Sängerin und SchauspielerinNexhmije Pagarusha (1933–2020)

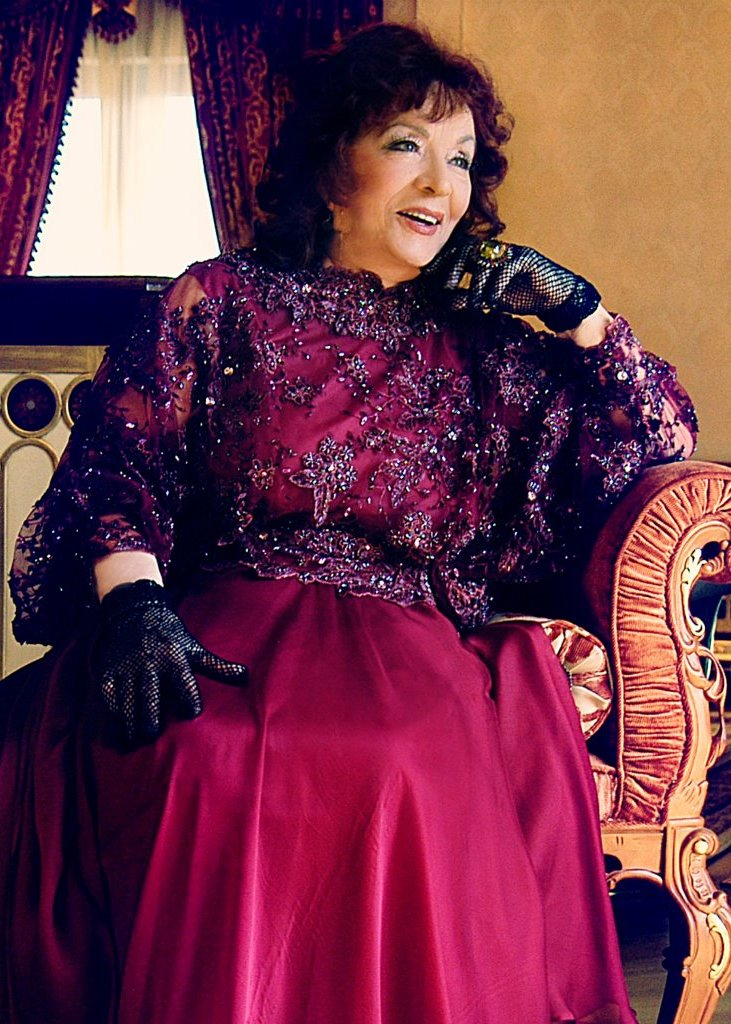
Nexhmije Pagarusha (1933–2020)

- Pagay, Hans (1843–1915), österreichischer Bühnenschauspieler, Regisseur und Operettensänger
- Pagay, Josefine (1849–1892), österreichische Theaterschauspielerin und Operettensängerin (Sopran)
- Pagay, Sophie (1857–1937), österreichisch-deutsche Schauspielerin
- Pagazaurtundua, Maite (* 1965), spanische Politikerin, MdEP
- Pagazzi, Giovanni Cesare (* 1965), italienischer römisch-katholischer Geistlicher, Theologe und Kurienerzbischof

### Page
- Page, Adam (* 1966), britischer Künstler

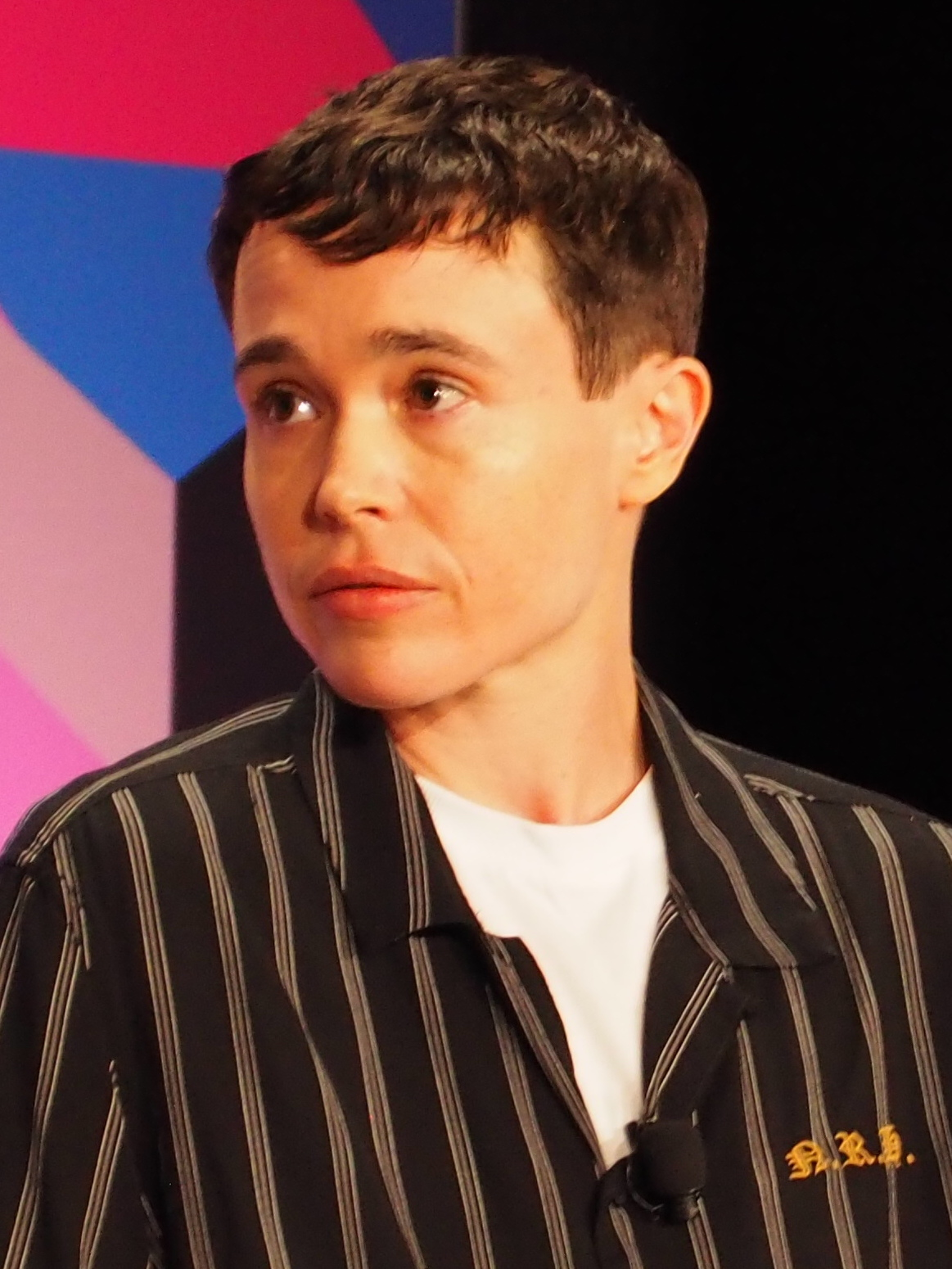
Elliot Page (* 1987)

- Page, Adam (* 1991), US-amerikanischer Wrestler
- Page, Alan (* 1945), US-amerikanischer American-Football-Spieler und heutiger Richter
- Page, Angelica (* 1964), US-amerikanische Schauspielerin
- Page, Anita (1910–2008), US-amerikanische Filmschauspielerin
- Page, Anthony (* 1935), britischer Bühnen- und Filmregisseur
- Page, Bettie (1923–2008), US-amerikanisches Fotomodell und PlaymateBettie Page (1923–2008)

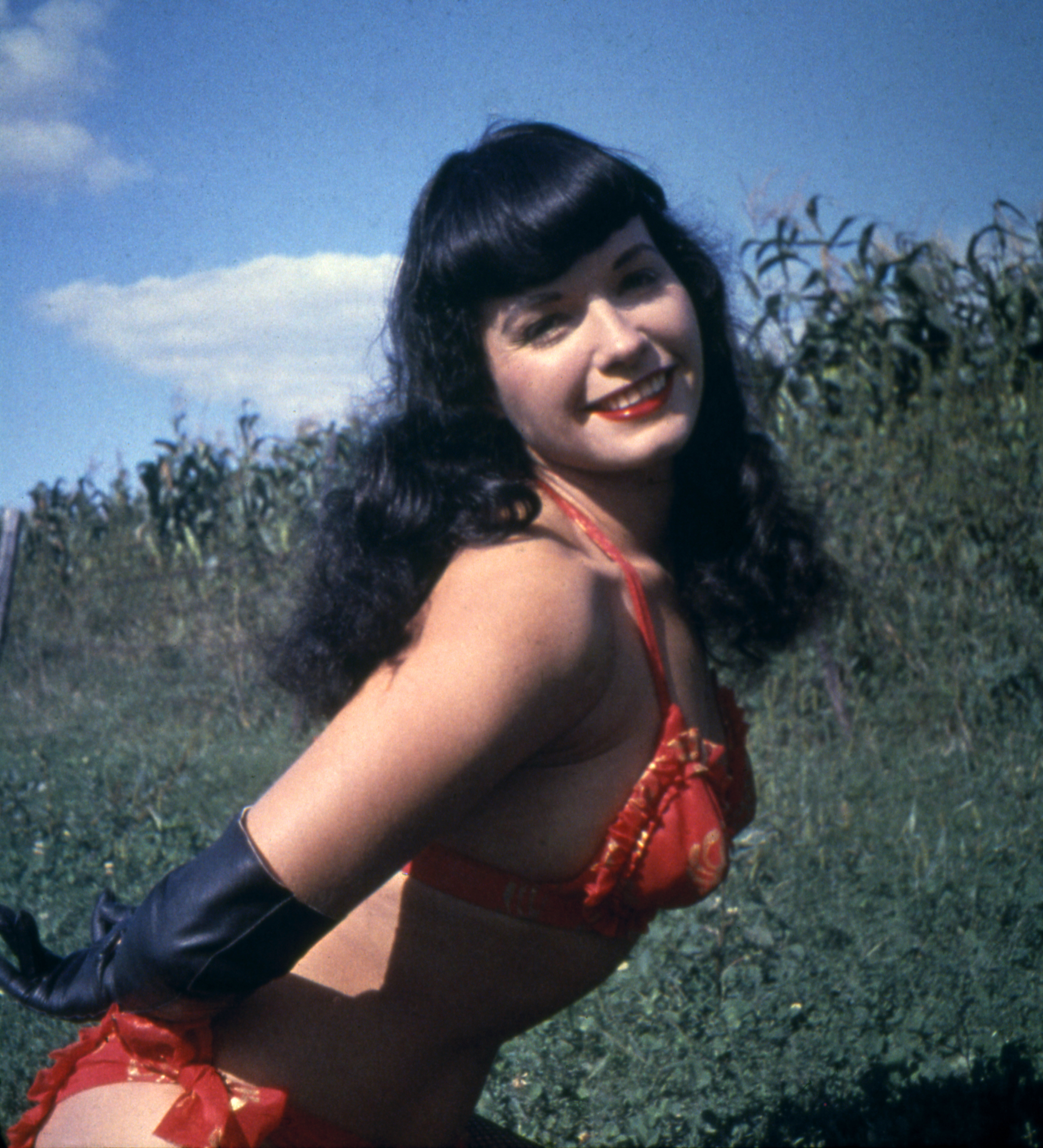
Bettie Page (1923–2008)

- Page, Bradley (1901–1985), US-amerikanischer Schauspieler
- Page, Brittney (* 1984), kanadische Volleyballspielerin
- Page, Bryony (* 1990), britische Trampolinturnerin
- Page, Carl Victor (1938–1996), US-amerikanischer Informatiker und Hochschullehrer
- Page, Carroll Smalley (1843–1925), US-amerikanischer Politiker
- Page, Charles Grafton (1812–1868), US-amerikanischer Erfinder
- Page, Charles H. (1843–1912), US-amerikanischer Politiker
- Page, Christopher Nigel (1942–2022), britischer Botaniker
- Page, David C. (* 1956), US-amerikanischer Genetiker
- Page, Denys Lionel (1908–1978), britischer Klassischer Philologe und Papyrologe
- Page, Derek, Baron Whaddon (1927–2005), britischer Politiker und Wirtschaftsmanager
- Page, Diamond Dallas (* 1956), US-amerikanischer Wrestler und Schauspieler
- Page, Don (* 1948), kanadisch-US-amerikanischer Physiker
- Page, Dylan (* 1993), Schweizer Radsportler
- Page, Earle (1880–1961), australischer Politiker und Premierminister
- Page, Edgar (1884–1956), englischer Hockey- und Cricketspieler
- Page, Elliot (* 1987), kanadischer SchauspielerElliot Page (* 1987)
- Page, Eric (* 1991), US-amerikanischer American-Football-Spieler und Canadian-Football-Spieler
- Page, Ernest (1910–1973), britischer Sprinter
- Page, Evelyn (1899–1988), neuseeländische Malerin
- Page, Fred (1908–1984), südafrikanischer Maler
- Page, Frédéric (* 1978), Schweizer Fussballspieler
- Page, Gale (1913–1983), US-amerikanische Schauspielerin
- Page, Geneviève (1927–2025), französische Schauspielerin
- Page, George (1910–2001), schweizerisch-US-amerikanischer alpiner Skirennläufer
- Page, George Ham (1836–1899), US-amerikanischer Unternehmer

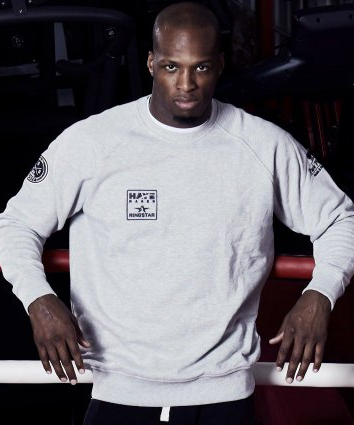
Michael Page (* 1987)

- Page, Geraldine (1924–1987), US-amerikanische Schauspielerin
- Page, Greg (1958–2009), US-amerikanischer Schwergewichtsboxer
- Page, Harrison (* 1941), US-amerikanischer Schauspieler
- Page, Henry (1841–1913), US-amerikanischer Jurist und Politiker
- Page, Hilary (1904–1957), britischer Spielzeugdesigner und Unternehmer
- Page, Horace F. (1833–1890), US-amerikanischer Politiker
- Page, Hot Lips (1908–1954), amerikanischer Jazzmusiker
- Page, Hugo (* 2001), französischer Radrennfahrer
- Pagé, Ilse (1939–2017), deutsche Schauspielerin und Synchronsprecherin
- Page, Irvine (1901–1991), US-amerikanischer Physiologe
- Page, Jackson (* 2001), walisischer Snookerspieler
- Page, James (* 1971), US-amerikanischer Boxer im Weltergewicht
- Page, James O. (1936–2004), US-amerikanischer Feuerwehrmann und Rechtsanwalt, anerkannte Persönlichkeit des US-amerikanischen Rettungsdienstes
- Page, Jean-Joseph (1791–1863), Schweizer Jurist und Politiker
- Page, Jerry (* 1961), US-amerikanischer Boxer
- Page, Jim, US-amerikanischer Filmeditor
- Page, Jimmy (* 1944), britischer MusikerJimmy Page (* 1944)

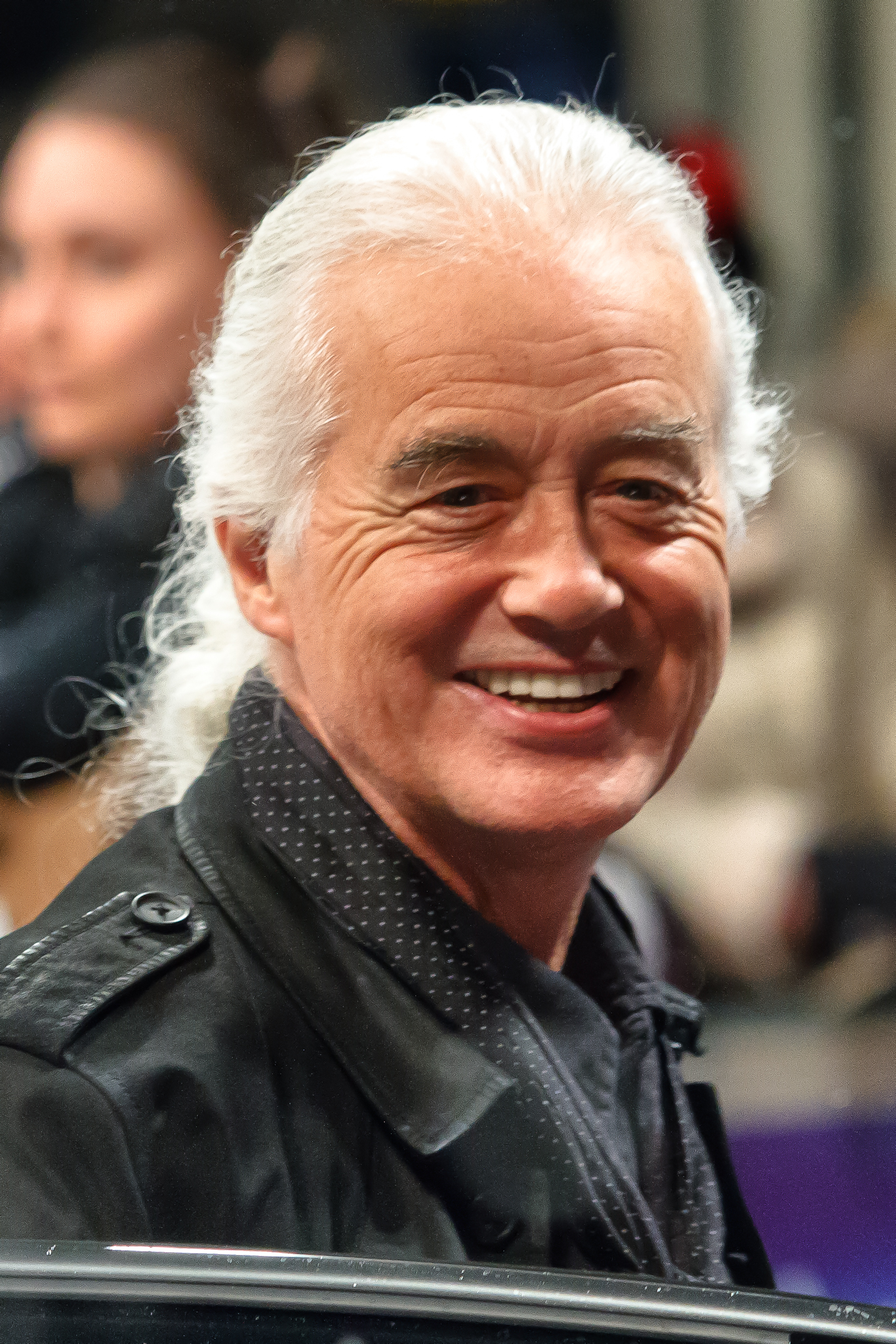
Jimmy Page (* 1944)

- Page, Joanna (* 1978), britische Schauspielerin
- Page, John (1743–1808), US-amerikanischer Politiker
- Page, John (1787–1865), US-amerikanischer Politiker
- Page, John (1900–1947), britischer Eiskunstläufer
- Page, John A. (1814–1891), US-amerikanischer Politiker, Bankier und Treasurer von Vermont
- Page, John B. (1826–1885), US-amerikanischer Politiker
- Page, John Percy (1887–1973), kanadischer Politiker, Lehrer und Basketballtrainer
- Page, Jonathan (* 1976), US-amerikanischer Radrennfahrer
- Page, Joy (1924–2008), US-amerikanische Schauspielerin
- Page, Julie (* 1983), britische Basketballspielerin
- Page, Karen, neuseeländische Fünfkämpferin
- Page, Ken (1954–2024), US-amerikanischer Schauspieler und Kabarettsänger
- Page, Kevin, US-amerikanischer Schauspieler
- Page, Kévin (* 1975), französischer Skirennläufer
- Page, Kieran (* 1983), britischer Bahn- und Straßenradrennfahrer
- Page, Kristina (* 1984), US-amerikanische Schauspielerin, Filmproduzentin und Synchronsprecherin
- Page, Larry (1938–2024), britischer Sänger, Musikproduzent und Manager
- Page, Larry (* 1973), US-amerikanischer Informatiker und Unternehmer und war CEO von Alphabet Inc (2015–2019)Larry Page (* 1973)

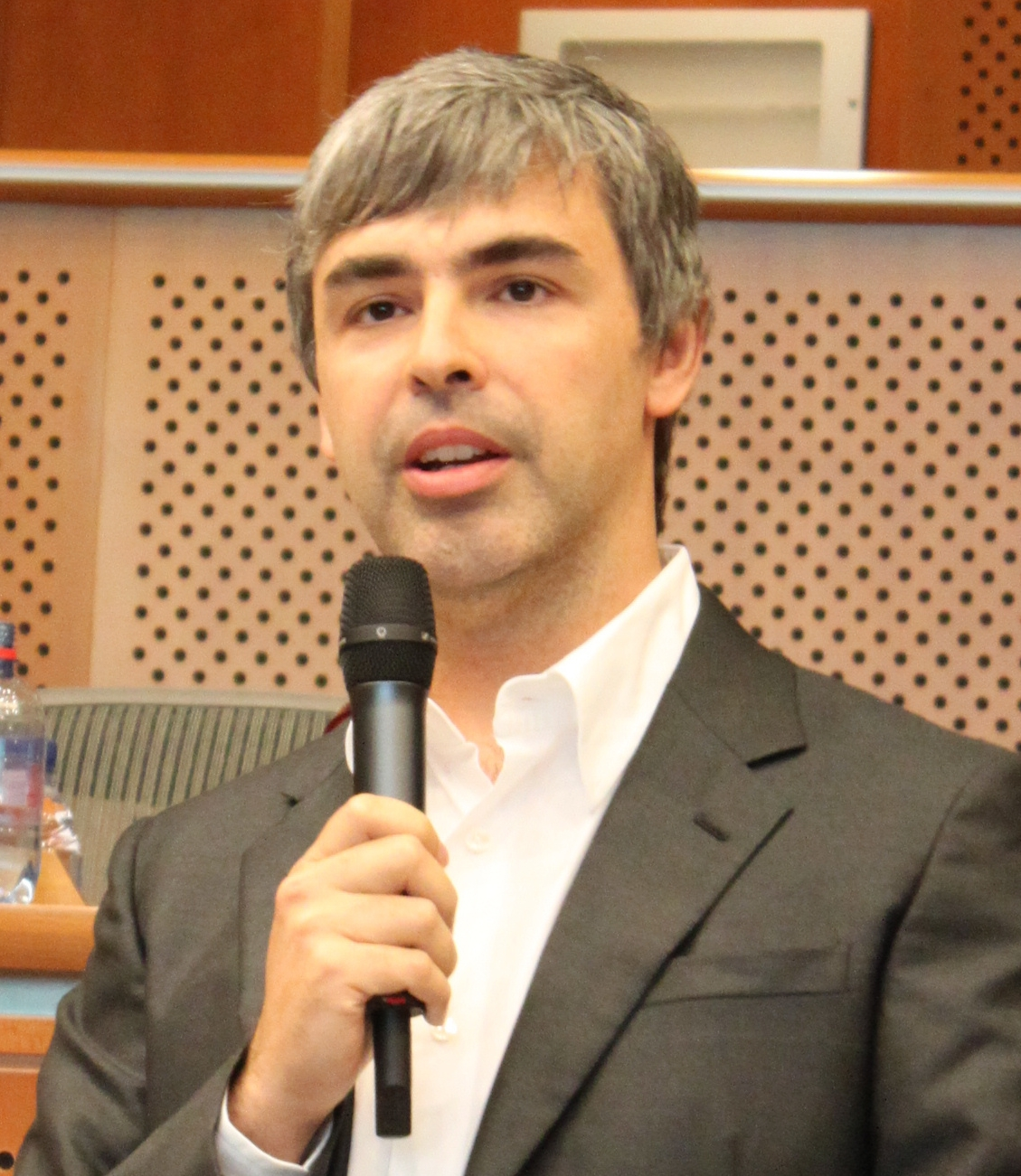
Larry Page (* 1973)

- Page, Lawrence M. (* 1944), US-amerikanischer Ichthyologe
- Page, Lee (* 1987), englischer Snookerspieler
- Page, Louis (1905–1990), französischer Kameramann
- Page, Lyman (* 1957), US-amerikanischer Physiker
- Page, Malcolm (* 1972), australischer Segler
- Page, Mann (1749–1781), US-amerikanischer Politiker
- Page, Martin (1938–2003), britischer Journalist und Buchautor
- Page, Martin (* 1953), englischer Botaniker
- Page, Michael (* 1987), britischer Kickboxer, KaratekaMichael Page (* 1987)
- Page, Michelle (* 1987), US-amerikanische Schauspielerin und Filmproduzentin
- Page, Mimi (* 1987), US-amerikanische Sängerin und Songschreiberin
- Page, Morgan (* 1981), US-amerikanischer DJ
- Page, Natasha (* 1985), britische Ruderin
- Page, Nathan (* 1971), australischer Schauspieler und Synchronsprecher
- Page, Nathen (1937–2003), US-amerikanischer Jazz-Gitarrist
- Page, Nik (* 1971), deutscher Musiker
- Pagé, Oliver (* 1971), deutscher Fußballspieler und -trainer, Pastor
- Page, Oliver, Schauspieler und Synchronsprecher
- Page, P. K. (1916–2010), kanadische Dichterin, Autorin und Künstlerin
- Page, Patti (1927–2013), US-amerikanische Country- und Pop-Sängerin
- Pagé, Peter (1939–2020), deutscher Softwarepionier
- Page, Pierre (1927–2013), Schweizer Langstreckenläufer
- Pagé, Pierre (* 1948), kanadischer Eishockey-Trainer
- Page, Pierre-André (* 1960), Schweizer Politiker (SVP)
- Page, Raymond Ian (1924–2012), britischer Mediävist und Runologe
- Page, Regé-Jean, simbabwisch-britischer SchauspielerRegé-Jean Page

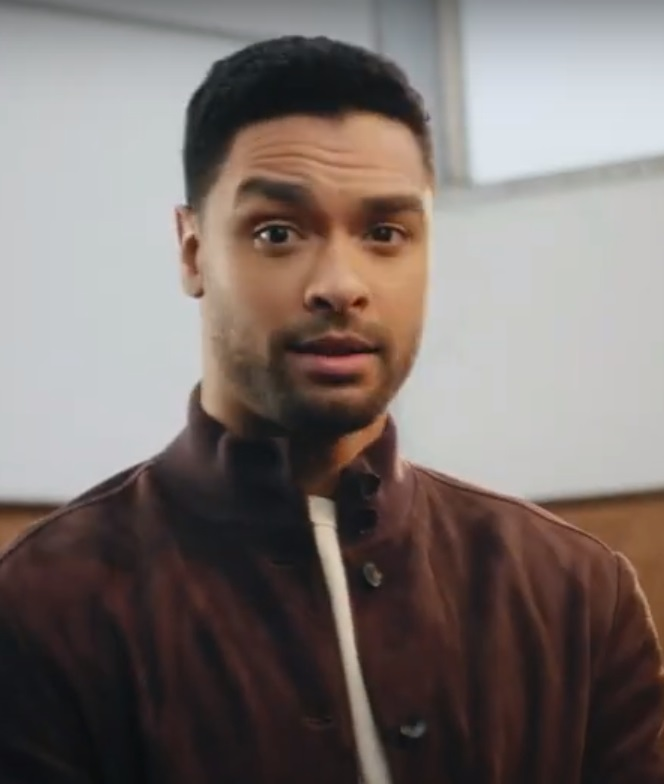
Regé-Jean Page

- Page, Richard (* 1953), US-amerikanischer Sänger, Bassist und Songwriter
- Page, Rob (* 1974), walisischer Fußballspieler und -trainer
- Page, Robert (1765–1840), US-amerikanischer Politiker
- Page, Robert N. (1859–1933), US-amerikanischer Politiker
- Page, Robin (1932–2015), britischer Fluxus-Künstler
- Page, Russell (1906–1985), englischer Gartengestalter und Autor
- Page, Ruth (1900–1991), US-amerikanische Tänzerin, Choreographin und Ballettdirektorin
- Page, Samuel (* 1976), US-amerikanischer Schauspieler
- Page, Sarah (1863–1950), neuseeländische Lehrerin, Feministin, Prohibitionistin, Sozialistin und Sozialreformerin
- Page, Sébastien (* 1967), Schweizer Bankier und Autorennfahrer
- Page, Sherman (1779–1853), US-amerikanischer Jurist und Politiker
- Page, Stephen (* 1965), australischer Balletttänzer und Choreograph
- Page, Susan (* 1951), US-amerikanische Journalistin
- Pagé, Suzanne (* 1941), französische Kunsthistorikerin, Kuratorin und Museumsdirektorin
- Page, Thomas Nelson (1853–1922), US-amerikanischer Diplomat und Schriftsteller
- Page, Tim (1944–2022), britischer Fotograf, Journalist und Kriegsberichterstatter
- Page, Tommy (1970–2017), US-amerikanischer SängerTommy Page (1970–2017)

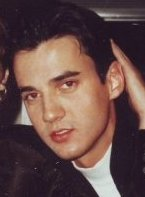
Tommy Page (1970–2017)

- Page, Walter (1900–1957), amerikanischer Jazzbassist
- Page, Walter Hines (1855–1918), US-amerikanischer Journalist, Verleger und Diplomat
- Page, William (1811–1885), US-amerikanischer Porträtmaler, Genremaler und Historienmaler
- Page-Schwerzmann, Adelheid (1853–1925), Schweizer Philanthropin und Mäzenin
- Pageau, Jean-Gabriel (* 1992), kanadischer Eishockeyspieler
- Pageaud, Michel (* 1966), französischer Fußballspieler
- Pagel, Arno (1914–2002), deutscher Theologe
- Pagel, August (1899–1981), deutscher Politiker (SPD), MdBB
- Pagel, Bernard (1930–2007), britischer Astronom und Physiker
- Pagel, Carsten (* 1962), deutscher Rechtsanwalt, Journalist und Politiker (CDU, REP)
- Pagel, Chantal (* 1996), deutsche Handballspielerin
- Pagel, Christina (* 1975), deutsch-britische Mathematikerin und Hochschullehrerin
- Pagel, Jaqueline, deutsche Fußballspielerin
- Pagel, Julius (1851–1912), deutscher Arzt und Medizinhistoriker
- Pagel, Karl (1898–1974), deutscher Historiker und Verleger
- Pagel, Karl (1914–2013), deutscher Theologe und Leiter der evangelischen Hoffnungstaler Anstalten und Kirchenrat
- Pagel, Karl-Heinz (1930–1994), deutscher Lokalhistoriker
- Pagel, Manfred (1929–2018), deutscher Politiker (SED)
- Pagel, Michel (* 1961), französischer Schriftsteller
- Pagel, Paul (1894–1955), deutscher Politiker (CDU), MdL
- Pagel, Peter (* 1952), deutscher Theaterschauspieler
- Pagel, Peter (1956–2010), deutscher Fußballspieler
- Pagel, Ramona (* 1961), US-amerikanische Kugelstoßerin und Diskuswerferin
- Pagel, Theo (* 1961), deutscher Biologe und Zoodirektor
- Pagel, Tobias (* 1915), deutscher Schauspieler, Synchronsprecher und Hörspielsprecher
- Pagel, Veit (* 1946), deutscher Golfspieler
- Pagel, Walter (1898–1983), deutsch-britischer Pathologe und Medizinhistoriker
- Pägelow, Lukas (* 1994), deutscher Fußballspieler
- Pagels, Albert (1878–1966), deutscher Seemann
- Pagels, Elaine (* 1943), US-amerikanische Theologin
- Pagels, Ernst (1913–2007), deutscher Gärtner und Pflanzenzüchter
- Pagels, Eva (* 1954), deutsche Hockeyspielerin
- Pagels, Heinrich (1836–1912), deutscher Kaufmann, Unternehmer und Mäzen
- Pagels, Heinz (1939–1988), US-amerikanischer Physiker
- Pagels, Hermann Joachim (1876–1959), deutscher Bildhauer
- Pagels, Jürgen (1925–2010), deutsch-amerikanischer Tänzer, Choreograph und Hochschullehrer (Indiana University, Bloomington)
- Pagels, Walter (1901–1977), deutscher evangelisch-lutherischer Geistlicher und Landessuperintendent
- Pagelsdorf, Frank (* 1958), deutscher Fußballspieler und -trainerFrank Pagelsdorf (* 1958)

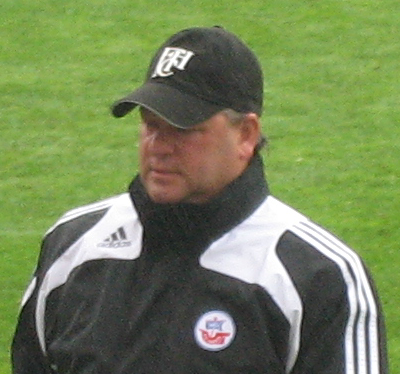
Frank Pagelsdorf (* 1958)

- Pagelsdorf, Willi junior (* 1922), deutscher Rugbyspieler
- Pagenaud, Simon (* 1984), französischer Automobilrennfahrer
- Pagenberg, Birgitt (* 1945), deutsche Richterin am Bundespatentgericht
- Pagenburg, Chhunly (* 1986), deutsch-kambodschanischer FußballspielerChhunly Pagenburg (* 1986)

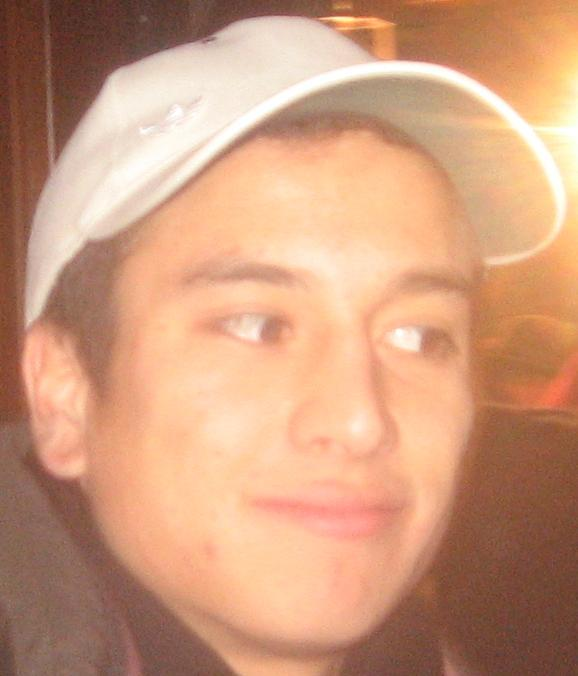
Chhunly Pagenburg (* 1986)

- Pagendam, Jamie (* 1965), kanadischer Boxer
- Pagendam, Steve (* 1961), kanadischer Boxer
- Pagendarm, Hermann Heinrich (1674–1749), deutscher evangelisch-lutherischer Geistlicher und Ostasien-Reisender
- Pagendarm, Johann Anton (1642–1702), deutscher Pädagoge
- Pagendarm, Johann Gerhard (1681–1754), deutscher evangelischer Theologe
- Pagendarm, Johann Jacob (1646–1706), deutscher Kantor und Komponist
- Pagendarm, Kurt (1902–1976), deutscher Jurist und Bundesrichter
- Pagendorfer, Erasmus († 1561), Bischof von Cembalo und Weihbischof in Passau
- Pagenkopf, Hans (1901–1983), deutscher Wirtschaftswissenschaftler und Kommunalpolitiker
- Pagenkopf, Louise (1856–1922), deutsche Landschafts- und Blumenmalerin
- Pagenkopf, Martin (* 1944), deutscher Jurist und Richter am Bundesverwaltungsgericht
- Pagenstecher, Adolf (1846–1900), preußischer Generalmajor
- Pagenstecher, Albrecht (1800–1863), Richter und Stadtsyndikus in Osnabrück
- Pagenstecher, Alexander (1825–1889), deutscher Frauenarzt und Zoologe
- Pagenstecher, Alexander (1828–1879), deutscher Augenarzt, Gründer der Augenheilanstalt in Wiesbaden
- Pagenstecher, Alexander (1862–1928), deutscher Rittergutsbesitzer und Landwirtschaftspolitiker in Sachsen
- Pagenstecher, Andreas Christian (1612–1677), hessischer Geheimer Kriegsrat und Kriegskommissar
- Pagenstecher, Arnold (1837–1913), deutscher Arzt und Entomologe
- Pagenstecher, Arnold Alexander (1659–1716), deutscher Rechtswissenschaftler und Hochschullehrer
- Pagenstecher, Arnold Gisbert (1615–1688), Geheimrat und Hofrichter des Grafen von Bentheim
- Pagenstecher, Ernst (1913–1984), deutscher Agrarwissenschaftler und Vorreiter des christlich-buddhistischen Dialogs
- Pagenstecher, Ernst Adolf (1826–1901), deutscher Rechtswissenschaftler und Hochschullehrer
- Pagenstecher, Ernst Alexander Otto Cornelius (1697–1753), Rektor der Hohen Schule Herborn
- Pagenstecher, Ernst Cornelius (* 1738), Amtmann in Kirberg und Camberg
- Pagenstecher, Friedrich (1793–1864), deutscher Forstmann
- Pagenstecher, Friedrich (1871–1941), Landtagsabgeordneter Großherzogtum Hessen
- Pagenstecher, Heinrich Carl Alexander (1799–1869), deutscher Arzt und Politiker
- Pagenstecher, Heinrich Theodor (1696–1752), deutscher Jurist
- Pagenstecher, Hermann Jacob (1765–1836), Amtmann in Wehrheim, Usingen, Idstein und Weilburg
- Pagenstecher, Johann (1575–1650), deutscher Jurist
- Pagenstecher, Johann Rudolf (1808–1891), deutscher Bergwerksdirektor
- Pagenstecher, Johann Samuel Friedrich (1783–1856), Schweizer Apotheker
- Pagenstecher, Ludovic Thimoléon (1849–1930), belgischer Konsul in Cap Haitien, Gründer und Mitinhaber der Firma L. Pagenstecher & Co
- Pagenstecher, Max (1874–1957), deutscher Rechtswissenschaftler und Hochschullehrer
- Pagenstecher, Rudolf (1802–1889), preußischer Generalleutnant, Inspekteur in der 3. Ingenieur-Inspektion
- Pagenstecher, Rudolf (1886–1921), deutscher Klassischer Archäologe
- Pagenstecher, Werner (1609–1668), deutscher Jurist
- Pagenstecher, Werner Justin (1671–1742), deutscher Jurist
- Pagenstecher, Wolfgang (1880–1953), deutscher Kunstmaler und Heraldiker
- Pagenstert, Clemens (1860–1932), deutscher Gymnasiallehrer, Geistlicher und Heimatforscher
- Pagenstert, Gottfried (1928–2002), deutscher Diplomat
- Páger, Antal (1899–1986), ungarischer Schauspieler
- Pager, Harald (1923–1985), österreichischer Grafiker und Erforscher prähistorischer Felszeichnungen
- Pagès i Jordà, Vicenç (1963–2022), katalanischer Schriftsteller
- Pagès i Mercader, Manuel (1883–1968), spanischer katalanischer nationalistischer Politiker
- Pagès i Serratosa, Francesc (1852–1899), katalanischer Bildhauer
- Pagés Rebollar, Beatriz (* 1954), mexikanische Journalistin und Politikerin
- Pagès, Amédée (1865–1952), französischer Romanist, Katalanist und Mediävist
- Pages, Annika (* 1968), deutsche Schauspielerin und Synchronsprecherin
- Pagès, Benjamin (* 1986), französischer Fußballschiedsrichterassistent
- Pagès, Edmond (1911–1987), französischer Radrennfahrer
- Pagès, Émile (1893–1963), französischer Schriftsteller
- Pagés, Fidel (1886–1923), spanischer Militärarzt
- Pages, Harald (1936–2016), deutscher Schauspieler, Hörspiel- und Synchronsprecher
- Pagés, Helene (1863–1944), deutsche Autorin
- Pagès, Léon (1814–1886), französischer Gelehrter und Diplomat
- Pagès, Luc (* 1968), französischer Regisseur, Kameramann und Drehbuchautor
- Pagés, María (* 1963), spanische Flamenco-Tänzerin und Choreografin
- Pagés, Mariano (1922–2009), argentinischer Bildhauer
- Pagès, Max (1926–2018), französischer Psychologe, Psychotherapeut, Hochschullehrer und Autor
- Pagès, Pierre Marie François (1740–1792), französischer Marineoffizier, Abenteurer und Forschungsreisender
- Pagès, René (1911–2001), französischer Politiker, Mitglied der Nationalversammlung
- Pages, Svenja (* 1966), deutsche Schauspielerin, Hörspiel- und Synchronsprecherin
- Pages, Wolfgang (* 1945), deutscher Politiker (SPD), MdHB
- Paget, Arthur (1771–1840), britischer Diplomat und Politiker
- Paget, Arthur (1851–1928), britischer Offizier der British Army, zuletzt General
- Paget, Bernard (1887–1961), britischer General
- Paget, Charles, 6. Marquess of Anglesey (1885–1947), britischer Adeliger
- Paget, Charles, 8. Marquess of Anglesey (* 1950), britischer Adliger
- Paget, Clara (* 1988), britische Schauspielerin und ModelClara Paget (* 1988)

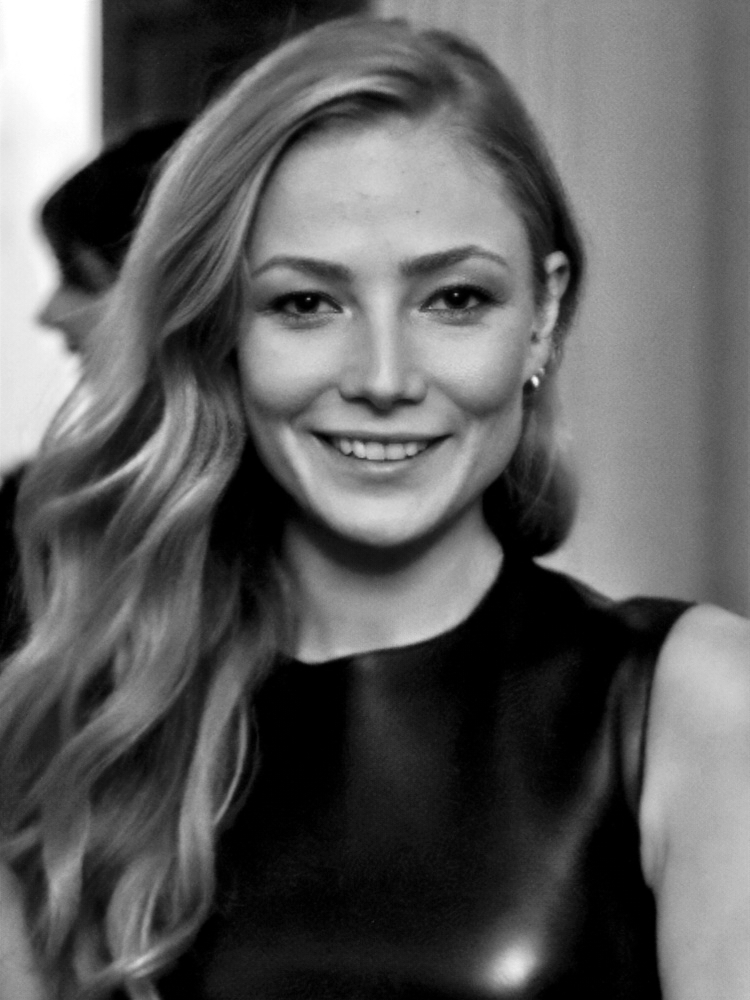
Clara Paget (* 1988)

- Paget, Debra (* 1933), US-amerikanische Schauspielerin
- Paget, George (1818–1880), britischer Politiker und General
- Paget, George Edward (1809–1892), englischer Arzt und Hochschullehrer
- Paget, George, 7. Marquess of Anglesey (1922–2013), britischer Peer, Politiker und Autor
- Paget, Henry Marriott (1857–1936), britischer Maler und Illustrator
- Paget, Henry, 1. Earl of Uxbridge (1744–1812), britischer Peer
- Paget, Henry, 1. Marquess of Anglesey (1768–1854), britischer General und StaatsmannHenry Paget, 1. Marquess of Anglesey (1768–1854)

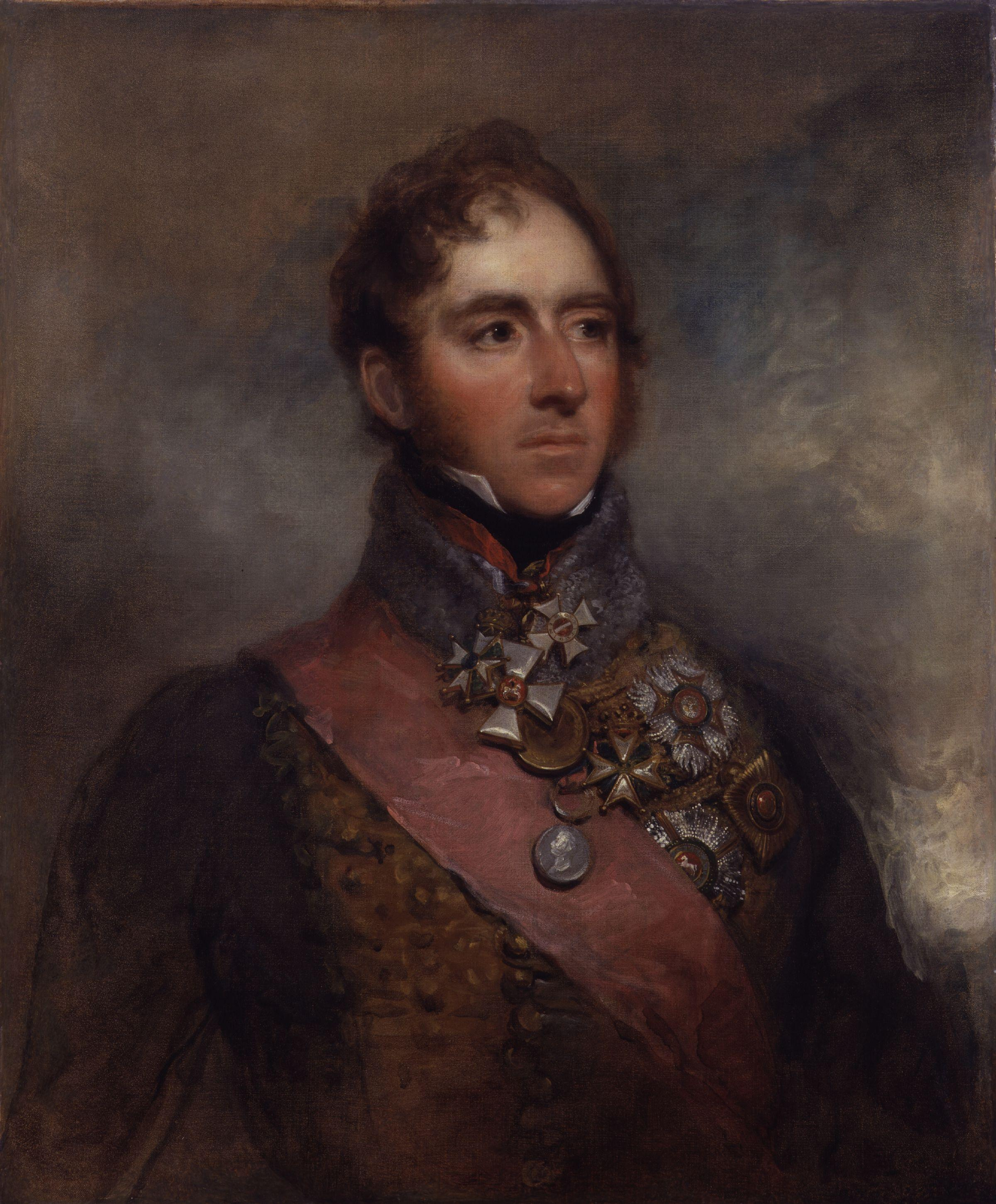
Henry Paget, 1. Marquess of Anglesey (1768–1854)

- Paget, Henry, 2. Marquess of Anglesey (1797–1869), britischer Adeliger und Politiker
- Paget, Henry, 3. Marquess of Anglesey (1821–1880), britischer Adeliger und Politiker
- Paget, Henry, 4. Marquess of Anglesey (1835–1898), britischer Adeliger
- Paget, Henry, 5. Marquess of Anglesey (1875–1905), britischer Adeliger
- Paget, James (1814–1899), englischer Chirurg und Pathologe
- Paget, Jonathan (* 1983), neuseeländischer Vielseitigkeitsreiter
- Paget, Lou (* 1955), US-amerikanische Sexberaterin und Buchautorin
- Paget, Muriel (1876–1938), britische Philanthropin
- Paget, Oliver (1922–2011), österreichischer Zoologe, Paläontologe und Museumsleiter
- Paget, Reginald (1908–1990), englischer Anwalt und Politiker
- Paget, Sidney (1860–1908), britischer Illustrator der Sherlock-Holmes-Geschichten
- Paget, Stephen (1855–1926), britischer Chirurg und Onkologe
- Paget, Thomas Humphrey (1893–1974), britischer Bildhauer, Medailleur und Designer
- Paget, Violet (1856–1935), britische Schriftstellerin und Essayistin
- Paget, Walter (1862–1935), britischer Illustrator
- Pagett, Andrew (* 1982), walisischer Snookerspieler
- Pagett, Nicola (1945–2021), britische Schauspielerin

### Pagg
- Paggi, Giovanni Battista (1554–1627), italienischer Kunstschriftsteller und Maler
- Paggi, Nicole (* 1977), US-amerikanische Schauspielerin
- Paggi, Simona (* 1962), italienische Filmeditorin

### Pagh
- Pagh, Anne Oppenhagen (* 1974), dänische Schauspielerin
- Pagh, Klaus Henrik (1935–2020), dänischer Schauspieler, Regisseur und Filmproduzent
- Pagh-Paan, Younghi (* 1945), südkoreanische Komponistin

### Pagi
- Pagi, Antoine (1624–1699), französischer katholischer Kirchenhistoriker
- Pagijew, Kasbek Chasbijewitsch (1959–2008), sowjetisch-russischer Staatsmann und Wissenschaftler
- Pagin, André-Noël (1723–1799), französischer Geiger und Komponist der Klassik
- Pagioumtzis, Stratos (1904–1971), griechischer Sänger
- Pagis, Dan (1930–1986), israelischer Literaturwissenschaftler, Dichter und Übersetzer rumänischer Herkunft
- Pagis, Mickaël (* 1973), französischer Fußballspieler
- Pagis, Pablo (* 2002), französischer Fußballspieler
- Pagitsch, Florian (1959–2023), österreichischer Organist und Musikpädagoge

### Pagl
- Pagl, Maximilian (1668–1725), österreichischer Benediktiner, Abt des Stiftes Lambach
- Paglen, Jack, US-amerikanischer Drehbuchautor
- Paglen, Trevor (* 1974), US-amerikanischer Fotograf und Autor
- Paglia, Anthony, US-amerikanischer Filmtechniker
- Paglia, Camille (* 1947), US-amerikanische Kunst- und KulturhistorikerinCamille Paglia (* 1947)

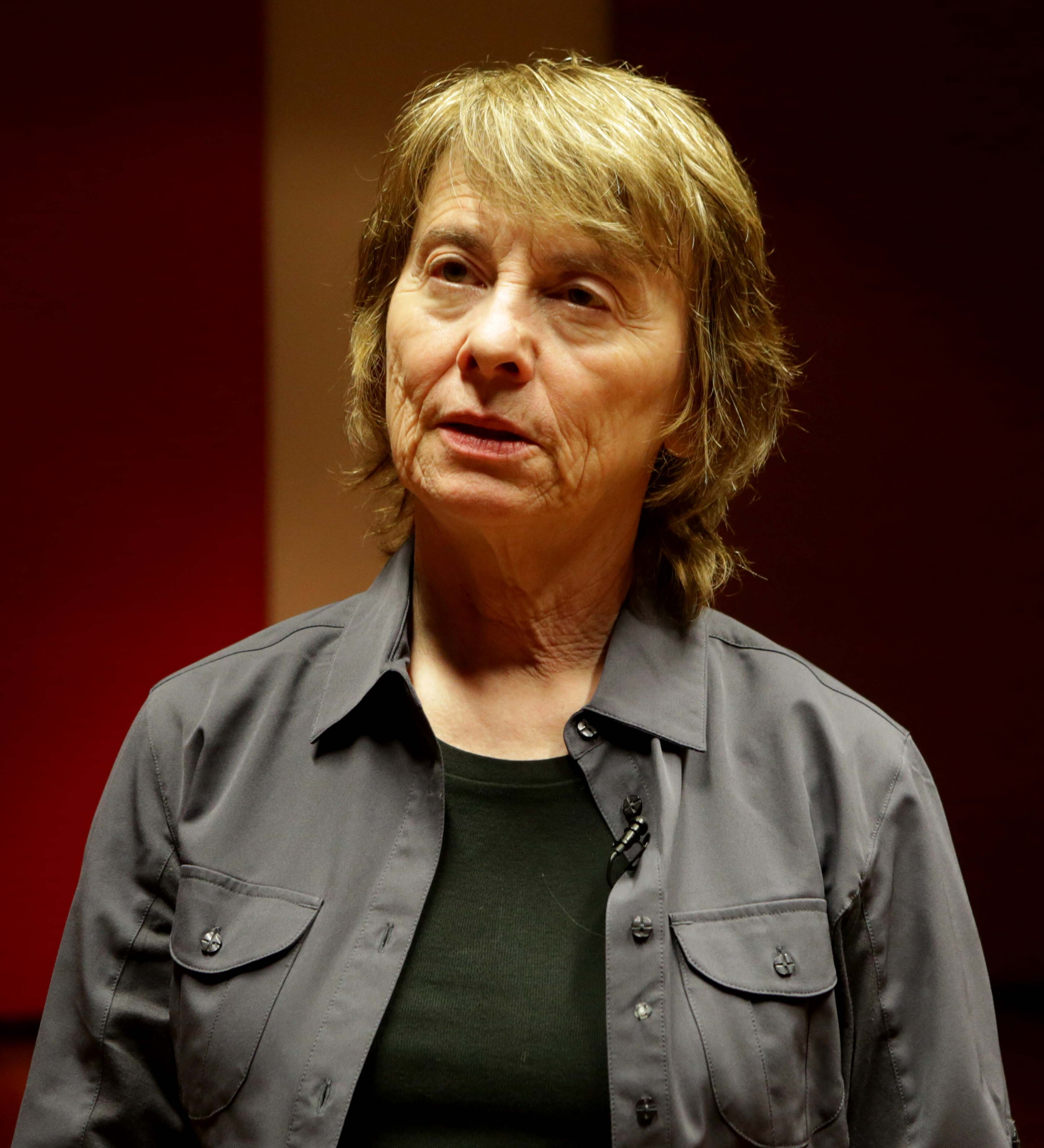
Camille Paglia (* 1947)

- Paglia, Ricardo Pedro (* 1937), brasilianischer Ordensgeistlicher und emeritierter römisch-katholischer Bischof von Pinheiro
- Paglia, Vincenzo (* 1945), italienischer Geistlicher, römisch-katholischer Bischof, Kurienerzbischof
- Pagliani, Luigi (1847–1932), italienischer Hygieniker
- Pagliani, Pericle (1883–1932), italienischer Mittel- und Langstreckenläufer
- Pagliano, Eleuterio (1826–1903), italienischer Maler, Radierer und Lithograf
- Pagliarani, Davide (* 1970), italienischer katholischer Priester
- Pagliarani, Elio (1927–2012), italienischer Schriftsteller, Autor
- Pagliari, Renato (1940–2009), italienischer Sänger
- Pagliarini, Alice (* 2006), italienische Leichtathletin
- Pagliarini, Luciano (* 1978), brasilianischer Radrennfahrer
- Pagliaro, Antonino (1898–1973), italienischer Iranist, Gräzist und Sprachphilosoph
- Pagliaro, Louis (1919–2009), amerikanischer Tischtennisspieler
- Pagliarulo, Emil, US-amerikanischer Computerspieldesigner
- Paglieri, Claudio (* 1965), italienischer Schriftsteller
- Pagliero, Marcello (1907–1980), französisch-italienischer Filmregisseur, Schauspieler und Drehbuchautor
- Pagliuca, Gianluca (* 1966), italienischer FußballtorhüterGianluca Pagliuca (* 1966)

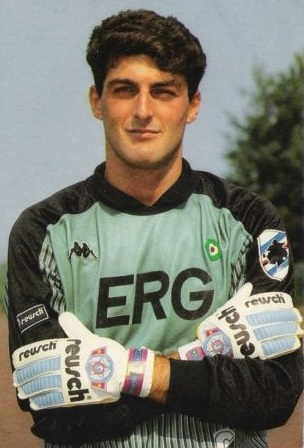
Gianluca Pagliuca (* 1966)

- Pagliuca, Kilian (* 1996), Schweizer Fußballspieler
- Pagliughi, Lina (1907–1980), US-amerikanisch-italienische Opernsängerin

### Pagm
- Pagmár, Karin (* 1956), schwedische Sängerin und Schauspielerin

### Pagn
- Pagnamenta, Filippo (1826–1892), Schweizer Politiker und italienischer Generalmajor
- Pagnamenta, Sergio (1923–2008), Schweizer Architekt
- Pagnamenta, Tomaso (1855–1930), Schweizer Richter und Politiker (CSP)
- Pagnani, Lola (* 1972), italienische Filmschauspielerin
- Pagnanini, Rubén (* 1949), argentinischer Fußballspieler
- Pagnard, Rose-Marie (* 1943), Schweizer Schriftstellerin
- Pagneux, Dominique, französischer Motorjournalist und Automobilhistoriker
- Pagneux, Monika (1927–2023), deutsche Tanz- und Schauspiellehrerin
- Pagnier, Joséphine (* 2002), französische Skispringerin
- Pagniez, Yvonne (1896–1981), französische Schriftstellerin, Journalistin und Widerstandskämpferin
- Pagnini, Santi (1470–1536), italienischer Bibelgelehrter
- Pagnis, Vishnupant (1892–1943), indischer Schauspieler und Sänger
- Pagnol, Marcel (1895–1974), französischer Schriftsteller, Dramaturg und RegisseurMarcel Pagnol (1895–1974)

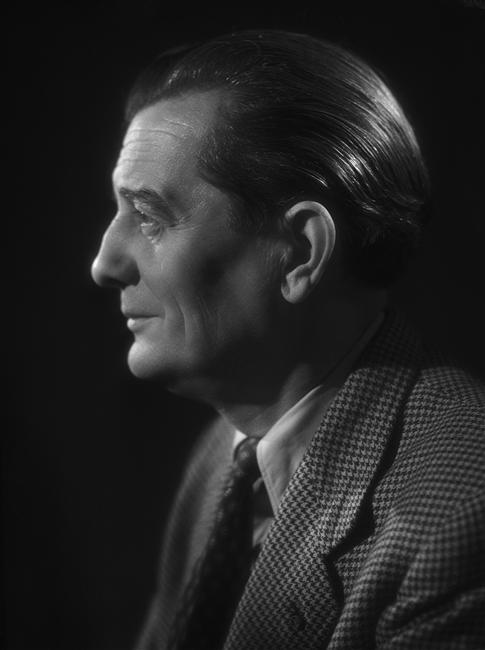
Marcel Pagnol (1895–1974)

- Pagnussat, Tiago (* 1990), brasilianischer Fußballspieler
- Pagnutti, Rick (* 1946), kanadischer Eishockeyspieler
- Pagny, Florent (* 1961), französischer Sänger und Schauspieler

### Pago
- Pago (* 1971), italienischer Sänger
- Pagodinho, Zeca (* 1959), brasilianischer Samba-Musiker, Sänger sowie Textschreiber
- Pagojus, Julius (* 1987), litauischer Jurist, Politiker und stellv. Justizminister
- Pagon, Žiga (* 1986), slowenischer Naturbahnrodler
- Pagonakis, Pagonis (* 1972), griechisch-deutscher Journalist, Autor, Regisseur und Lehrbeauftragter
- Pagondas, thebanischer Feldherr
- Pagot, Nino (1908–1972), italienischer Comic- und Trickfilmzeichner
- Pagot, Toni (1921–2001), italienischer Comic- und Trickfilmzeichner
- Pagoto, Andrea (* 1985), italienischer Radrennfahrer
- Pagotto, Angelo (* 1973), italienischer Fußballtorhüter
- Pagotto, Luigino (* 1963), italienischer Unternehmer und Automobilrennfahrer
- Pagourtzis, Dimitrios, US-amerikanischer Amokläufer
- Pągowski, Andrzej (* 1953), polnischer Grafikdesigner und Plakatkünstler

### Pagu
- Pagu (1910–1962), brasilianische Schriftstellerin, Intellektuelle, Feministin, politische Aktivistin, Journalistin und Übersetzerin
- Pagua, Simón (* 1987), uruguayischer Fußballspieler
- Paguaga Irías, Edmundo (1923–2008), nicaraguanischer Politiker, Regierungsjuntamitglied in Zeit der Diktatur des Somoza-Clans in Nicaragua
- Pagulayan, Alex (* 1976), philippinisch-kanadischer Poolbillard- und Snookerspieler
- Pagung, Sarah (* 1989), deutsche Politikwissenschaftlerin und Publizistin
- Pagunsan, Juvic (* 1978), philippinischer Golfsportler